# Regierung der Nationalen Übereinkunft
Die Regierung der Nationalen Übereinkunft (arabisch حكومة الوفاق الوطني, DMG Ḥukūmat al-Wifāq al-Waṭanī, GNA oder auch Libyan Political Agreement/Libysches Politisches Abkommen LPA) war die international anerkannte offizielle Regierung Libyens und damit eine von zwei derzeit herrschenden Regierungen im Land. Die von den Vereinten Nationen unterstützte GNA herrscht mit ihrer Übergangsregierung über Tripolitanien im Westen des Staatsgebiets. Seit März 2016 ist Fajes Sarradsch deren Präsident. Sie bildete aus den vormaligen Libyschen Streitkräften die militärische Organisation Libysche Armee.
Unterstützung erhielt die Nationale Regierung zudem von der Türkei, dem ehemaligen Protektoratsmandatträger Italien und von Katar. Die Regierung wird vom Gegenparlament (Abgeordnetenrat) in Tobruk und ihrem General Chalifa Haftar bekämpft, der vom russischen Präsidenten Wladimir Putin sowie dem chinesischen Präsidenten Xi Jinping unterstützt wurde. Im März 2021 wurde die Regierung der Nationalen Übereinkunft aufgelöst und von einer weiteren Übergangsregierung dem Government of National Unity unter Abdul Hamid Dbeiba abgelöst.

## Geschichte
Nach dem Tod von Muammar al-Gaddafi 2011 brach zwischen verschiedensten Fraktionen in Libyen ein Bürgerkrieg aus. Stammesverbände, religiöse Gruppierungen und Rebellengeneral Chalifa Haftar bekämpften sich dabei gegenseitig. Im Juni 2014 wurde eine Wahl abgehalten, deren Ergebnis, unter anderem wegen geringer Wahlbeteiligung, von manchen Fraktionen jedoch nicht anerkannt wurde. Weitere Kämpfe waren die Folge und eine Regierung in al-Baida unter Abdullah Thenni mit einem Parlament in Tobruk und eine islamistische Gegenregierung in Tripolis rangen um die Macht. Durch internationale Vermittlung und lange Sondierungen durch UN-Vermittler kam es in Marokko im Dezember 2015 zur Konferenz von Skhirat, bei der die Gründung der Regierung der Nationalen Übereinkunft (GNA) vereinbart wurde. Im März 2016 etablierte sich die Regierung mit Fayiz as-Sarradsch als Premierminister. Eine Anerkennung durch den UN-Sicherheitsrat und den Großteil der internationalen Gemeinschaft erfolgte kurze Zeit später, obwohl die Regierung das Land in weiten Teilen noch nicht effektiv kontrollierte.
Militärischer und politischer Hauptgegner war seit der Bildung der GNA das Gegenparlament (Abgeordnetenrat) in Tobruk unter Chalifa Haftar. Dieser wird von Russland und China politisch und militärisch unterstützt. Ebenso haben eine Reihe von Staaten geopolitische Interessen in der Region und so wird Haftar von den Vereinigten Arabischen Emiraten (VAE), von Ägypten sowie Jordanien und Saudi-Arabien unterstützt.

## Geopolitische Einordnung
Die international anerkannte Regierung von Sarraj und die mit ihr verbündeten Milizen werden von der Türkei als Rechtsnachfolger der ehemaligen Kolonialmacht Osmanisches Reich, der ehemaligen Kolonialmacht Italien und dem Emirat Katar protegiert. Die Türkei liefert Waffen und unterstützt dabei die GNA mit Truppen und transferiert Kämpfer der freien Syrischen Armee aus Syrien nach Libyen.
Libyen und das Gebiet der GNA ist ein wichtiges Transitland für Flüchtlinge aus Afrika auf dem Weg in die Europäische Union. Die GNA-Küstenwache erhält Unterstützung von der EU beim Zurückhalten der Fliehenden. Seit Enthüllungen durch Journalisten 2017 eine Form des Sklavenhandels in Lagern für Migranten belegten, geriet der Umgang mit den Menschen in den Fokus der Berichterstattung.
Nachdem Haftars Truppen die GNA-Verbände bis auf Tripolis zurückgedrängt hatten und den Großteil des Landes kontrollierten, griff 2019 die Türkei verstärkt auf Seiten der GNA ein, und Haftars Kämpfer wurden 2020 in den Osten des Landes zurückgedrängt. Im Sommer 2020 wurde als Reaktion auf die türkische Präsenz in Libyen auch ein stärkeres Eingreifen in den Bürgerkrieg durch Ägypten befürchtet, dessen Regierung im Streit mit der Türkei liegt, seit 2013 der von der Türkei unterstützte Islamist Mohammed Mursi vom ägyptischen Militär als Präsident abgesetzt wurde.